# Ishka
Ishka és un personatge de ficció de la sèrie de televisió de ciència-ficció Star Trek: Deep Space Nine (DS9). Una ferengi femenina, és la mare de Quark (Armin Shimerman) i Rom (Max Grodénchik). Ishka apareix en cinc episodis canònics de DS9, i també apareix en set novel·les de Star Trek amb llicència però no canòniques.

Conceptualitzada com un personatge feminista, Ishka va ser interpretada per Andrea Martin una vegada i Cecily Adams quatre vegades. Ambdues actrius van patir molt de maquillatge, pròtesis i vestuari. A Adams li va encantar el personatge i va quedar sorpresa per la reacció positiva dels fans a Ishka.

## Concepció
Ishka va ser concebuda com una "dona alliberadora" ferengi que Robert Hewitt Wolfe va descriure com una manera que transcendia l'estereotip de protesta. Ishka no volia acabar amb la forma de vida d'obtenció de beneficis ferengi, però volia que les dones ferengi poguessin participar-hi. Immediatament després de la introducció d'Ishka a "Family Business" va sorgir la idea d'unir-la amb el Grand Nagus Zek. René Auberjonois (Odo) fins i tot va anticipar l'aparellament en una entrevista amb Starlog per al seu número de gener de 1996.

## Càsting

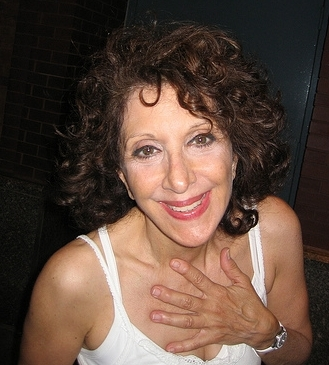
Andrea Martin (2008)

El director David Livingston va recordar que van tenir dificultats per trobar algú que interpretés Ishka; en un moment donat, fins i tot va fer el suggeriment impopular que Wallace Shawn (Gran Nagus Zek) aparegués en drag com la mare de Quark i Rom. Andrea Martin va ser escollida per suggeriment del director d'episodis René Auberjonois (Odo), que considerava que l'actriu podia aconseguir l'equilibri adequat entre comèdia i bona actuació que faltava als candidats que havia vist fins ara. El productor creador Ira Steven Behr va estar d'acord amb Auberjonois sobre el càsting, i més tard va dir que li encantava a Second City Television. A Martin li van oferir el paper sense ni tan sols haver de fer una audició. Ira Behr, Robert Hewitt Wolfe i David Livingston van tenir bones paraules sobre l'elecció de Martin com a Ishka.

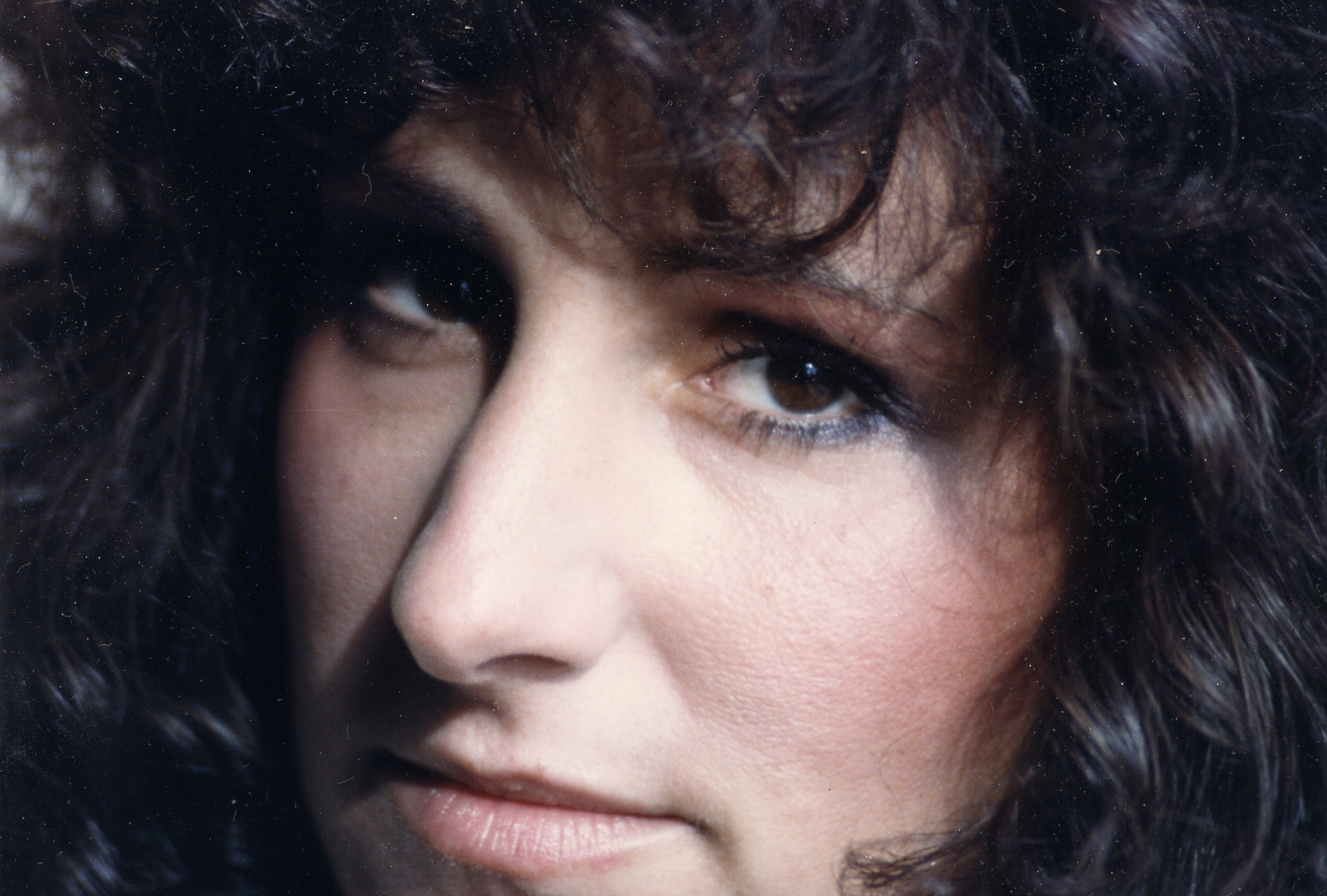
Cecily Adams (sense data)

Quan, a l'últim moment, Martin no va poder tornar per a "Ferengi Love Songs", la sèrie va fer audicions per al paper i va veure "molta gent". Abans de fer l'audició, Cecily Adams només estava familiaritzada amb l'univers Star Trek, ja que només havia vist uns quants episodis de La nova generació i Voyager.  Adams era amiga de l'actriu Kitty Swink, i va fer l'audició amb l'ajuda del marit de Swink, Armin Shimerman (Quark); Shimerman li va prestar una cinta de l'episodi de Martin, "Family Business", del qual va aprendre "com d'ampli era el personatge". Adams va atribuir el seu èxit a l'audició a les moltes similituds entre ella i Martin: no sols el vestuari de Martin li quedava bé sense necessitat d'alteracions, sinó també el maquillatge protètic. Adams va ser descrita com una "mimètica natural" pel Star Trek: Deep Space Nine Companion; Behr va dir que Adams "simplement "va fer" Moogie". Tot i que tenia el personatge dominat, Adams més tard admetria haver tingut problemes amb la llengua vernacular de Star Trek. Ishka va ser un canvi radical per a Adams: mai abans havia interpretat un extraterrestre, normalment era escollida com a secretària en programes com Simon & Simon i Murphy Brown.

## Maquillatge i vestuari
Abans que Andrea Martin acceptés el paper, el director René Auberjonois (Odo) li va confiar que treballar sota el pròtesis ferengi seria la interpretació més difícil que havia fet mai si no hagués treballat mai abans sota aquest maquillatge. Auberjonois va especular que ella va acceptar el paper de totes maneres perquè ell havia estat molt franc amb ella. El maquillatge de Martin per a Ishka li va costar tres hores cada dia. Ishka, en ser més gran, necessitava un desenvolupament addicional de les pròtesis de maquillatge. El dissenyador de maquillatge Michael Westmore va explicar que "van fer una pell fina que anava sobre un dels [seus] caps Ferengi habituals. [Després] li van fer una cara nova, arrugada, i li van fer el dors de les mans". El guió de "Family Business" també va complicar el procés de maquillatge perquè demanava que Ishka estigués nua en diverses escenes; per tant, calia desenvolupar el maquillatge per a parts de Ferengi mai vistes abans. Una presa sobre l'espatlla d'Ishka es va haver de tornar a rodar perquè els productors van considerar que la "pell flexible" de Martin no encaixava amb el personatge; Westmore i l'equip "van agafar Kleenex, els van arrugar i els van engomar, i li van cobrir l'esquena i les espatlles", un procés que a Martin no li va agradar, dient: "Noi, si no m'haguessis advertit sobre això, ja hauria marxat."
Com que mai abans havia portat pròtesis, Cecily Adams va trobar el maquillatge d'Ishka "bastant descoratjador" i va descriure el procés d'aplicació de tres a quatre hores abans de passar al vestuari. Originalment, els productors van dibuixar línies a les mans d'Adams per fer-les semblar més grans, però més tard van decidir que no semblaven prou grans i van utilitzar guants protètics. Un cop dit i fet tot, només es veien els palmells de les mans d'Adams i el llavi superior. Després de suplicar i suplicar a l'equip de "DS9" que veiés els dailies, Adams es va adonar de quant necessitava sobreexpressar-se per tal que les seves expressions facials es traduïssin a través del maquillatge. Quan va tornar a "DS9" per a "The Magnificent Ferengi" de la sisena temporada de "Star Trek: Deep Space Nine", Adams va acceptar amb la condició que rebés la seva pròpia placa facial personalitzada. Adams va elogiar els altres actors de "DS9" que van patir proves similars de maquillatge dient: "Crec que és sorprenent que tots estiguessin de bon humor, i estar maquillat tot el temps és realment alguna cosa". Com que Ishka incomplia la llei ferengi portant roba, es va decidir que s'excediria, i per això Adams va estar carregada amb "braçalets i perles" que van fer tant de soroll al plató que Adams va estimar que va haver de doblar la meitat de les seves línies. Per a "Profit and Lace", on Ishka havia de deixar el món natal ferengi per primera vegada, Adams anava vestida amb un "vestit d’elastà des dels canells fins a la punta dels peus". A més, com que Ishka era gran, el personal va omplir el vestit d'Adams amb 14 o 18 quilos, incloent-hi pits falsos que Adams va endevinar que pesaven 6,8 quilos; després de veure els diaris, tant Adams com Behr van coincidir que calia reduir els pits, ja que eren massa molestos. Adams més tard agrairia tant al director René Auberjonois com al coprotagonista Armin Shimerman per haver-la ajudat a adonar-se que la sobreactuació era la clau quan treballava amb aquestes pròtesis.

## Història del personatge
A "Family Business", Ishka es presenta com una vídua ferengi que rep una ajuda mensual del seu fill gran, Quark (Armin Shimerman). Segons la llei ferengi, té prohibit obtenir beneficis o portar roba, però ha començat a fer ambdues coses i l'Autoritat de Comerç Ferengi (FCA; una agència essencialment equivalent al Internal Revenue Service dels Estats Units) la descobreix. La FCA acusa Quark de les males accions de la seva mare, de les quals ella no es penedeix, ja que considera que les dones haurien de tenir els mateixos drets i privilegis que els homes. Després de molt discutir amb Quark, Iskha accepta signar una confessió i renunciar als seus guanys pel bé del seu fill, tot i que confia en Rom (Max Grodénchik) que només va renunciar a un terç del que havia amagat.
La cinquena temporada de Star Trek: Deep Space Nine revela la relació romàntica entre Ishka i Zek, el Gran Nagus Zek, el líder de l'Aliança Ferengi. Quan Quark no aconsegueix obtenir ajuda nepotista del Gran Nagus, conspira amb el Liquidador Brunt (Jeffrey Combs) per trencar la parella. Tanmateix, Quark aviat s'adona que Ishka és el veritable poder darrere del tron, donant a Zek consells i suggeriments financers que mantenen l'economia ferengi a flotació. Quark confessa la seva part i ajuda a reunir Ishka i Zek.
A "The Magnificent Ferengi" (temporada sisena), Ishka és segrestada pel Domini. Mentre està captiva a mans del Vorta Yelgrun (Iggy Pop), Ishka ofereix consells financers i intenta empatitzar amb el seu captor sobre la família. A la mateixa temporada, a "Profit and Lace" Ishka deixa el món natal dels ferengis, Ferenginar, per primera vegada per viatjar a Espai Profund 9 en companyia del Gran Nagus Zek. Ha convençut Zek perquè modifiqui la Llei d'Oportunitats Ferengi per permetre que les dones portin roba, i el resultat va ser una crisi econòmica a tota l'Aliança Ferengi. Quan Ishka pateix un atac de cor, Quark se sotmet a una cirurgia de reassignació de sexe per ocupar el seu lloc al costat de Zek i recuperar el suport d'un influent comissari ferengi. El Doctor Bashir (Alexander Siddig) aconsegueix realitzar amb èxit un trasplantament de cor per a Ishka, i ja està desperta al final de l'episodi.
Al penúltim episodi de Star Trek: Deep Space Nine, "The Dogs of War", Quark descobreix que Ishka ha influït en el Gran Nagus Zek fins al punt que el líder ferengi ha promogut els drets laborals, ha imposat la protecció del medi ambient i ha prohibit els monopolis.

### Aparicions no canòniques
Ishka també apareix en diverses novel·les amb llicència oficial, novel·les de Star Trek, llibres electrònics i contes:

#### Star Trek: La nova generació
- Doors into Chaos de Robert Greenberger (2001)

#### Star Trek: Terok Nor
- Dawn of the Eagles de S. D. Perry & Britta Dennison (2008)

#### Star Trek: Deep Space Nine
- Ferenginar: Satisfaction Is Not Guaranteed de Keith DeCandido (2010)
- Lust's Latinum Lost (and Found) de Terry J. Erdmann & Paula M. Block (2014)
- Rules of Accusation de Terry J. Erdmann & Paula M. Block (2016)
- I, the Constable de Terry J. Erdmann & Paula M. Block (2017)

#### Star Trek: Mirror Universe
L'Ishka de l'univers mirall és rica, posseeix esclaus terrans humans i va proporcionar un port segur per a les "versions mirall" de B'Elanna Torres i Crell Moset (de l'episodi Star Trek: Voyager "Nothing Human"). Va aparèixer a la història "Bitter Fruit" de Susan Wright (2009).

## Representació
Atribuint a Andrea Martin la seva àmplia i segura representació inicial d'Ishka, Adams va comentar la facilitat amb què va ser interpretar un personatge tan ben delineat. Adams també va inculcar a Ishka algunes de les històries que Shimerman va explicar sobre la seva pròpia mare. En una entrevista amb Star Trek: The Magazine, Adams va dir d'Ishka: "L'estimo i l'adoro. Com no? Senzillament no li importa el que pensin els altres; està tan compromesa amb el que creu que és correcte, i que tothom quedi sense res. Però té un cor d'or i és molt forta. Ser una dona tan forta com era, en el tipus de món d'on venia, va ser meravellós, crec." Lloant el personatge, Adams diu que és la columna vertebral d'Ishka el que l'ajuda a créixer com a actriu i com a persona. Abans del novembre del 2000, Adams va aparèixer a diverses convencions de Star Trek amb la seva "família ferengi" i va gaudir de conèixer fans que van expressar quant els agrada el personatge d'Ishka.